# ウイジェ
ウィジェ(Uíge)は、アンゴラ北西部のウイジェ州の州都。
2010年の人口は11万9815人。

## 歴史
1945年、小さな市場が始まった。
1950年代には珈琲製品の大市場に成長した。
ポルトガル支配に抵抗するゲリラの治療拠点となり、ポルトガル軍とアンゴラ民族解放戦線の戦闘が頻繁に起きた。
1955年、アントニオ・オスカル・カルモナに因んでカルモナに改名された。
1956年、市に昇格した。
1975年、アンゴラ独立に伴い、ウィジェに改名された。
2004年～2005年、マールブルグ熱が流行し、州内で277人が死亡した。
2017年2月10日、サッカー競技場で乱射事件が起こり、少なくとも17人が死亡、数百人が負傷した。